# Олга Болшова
Олга Болшова (молд. Olga Bolșova; Кишињев, 16. јун 1968) је бивша атлетичарка Молдавије, чија је специјалност 90-их година био скок увис. На крају каријере преорјентисала се на троскок.
У току своје каријере тамичила се са СССР, Здружени тим (под олимпијским заставом) и Молдавију.
На Летњим олимпијским играма учествовала је 4 пута. На Играма 1992. била је у саставу Уједињеног тима од 15 земаља бивших чланица СССР, који се такмичио под олимпијском заставом, а Олимпијски играма 1996., 2000. и 2004. Молдавије. На прва три учествовања такмичила се у скоку удаљ, а на последњим у троскоку.
Највећи успех у каријери, постигла је на Европском првенству у дворани 1996. у Стокхолм где је резултатом 1,94 м освојила бронзану медаљу.

## Значајнији резултати
| Датум                        | Текмичење                    | Место                        | Дисциплина                   | Пласман                      | Резултат                     | Бел. |
| Представљала Совјетски Савез | Представљала Совјетски Савез | Представљала Совјетски Савез | Представљала Совјетски Савез | Представљала Совјетски Савез | Представљала Совјетски Савез |      |
| ---------------------------- | ---------------------------- | ---------------------------- | ---------------------------- | ---------------------------- | ---------------------------- | ---- |
| 1986.                        | Светско јуниорско првенство  | Атина, Грчка                 | скок увис                    | 13.                          | 1,74 м                       |      |
| Представљала Уједињени тим   |                              |                              | скок увис                    |                              |                              |      |
| 1992.                        | Олимпијске игре              | Барселона, Шпанија           | скок увис                    | 32.                          | 1,83 м                       |      |
| Представљала Молдавију       |                              |                              | скок увис                    |                              |                              |      |
| 1993.                        | Светско првенство            | Штутгарт, Немачка            | скок увис                    | 23.                          | 1,87 м                       |      |
| 1995.                        | Светско првенство            | Гетеборг, Шведска            | скок увис                    | = 28.                        | 1,85 м                       |      |
| 1996.                        | Европско првенство у дворани | Стокхолм, Шведска            | скок увис                    |                              | 1,94 м НР                    |      |
| 1996.                        | Олимпијске игре              | Атланта, САД                 | скок увис                    | 12.                          | 1,93 м                       |      |
| 1997.                        | Светско првентво у дворани   | Париз, Француска             | скок увис                    | 9.                           | 1,90 м                       |      |
| 1999.                        | Светско првенство            | Севиља, Шпанија              | скок увис                    | = 19.                        | 1,89 м                       |      |
| 2000.                        | Олимпијске игре              | Сиднеј, Аустралија           | скок увис                    | 28.                          | 1,83 м                       |      |
| 2001.                        | Светско првентво у дворани   | Лисабон, Португалија         | троскок                      | 4.                           | 14,17 м                      |      |
| 2001.                        | Светско првенство            | Едмонтон, Канада             | троскок                      | 9.                           | 13,86 м                      |      |
| 2002.                        | Европско првенство           | Минхен, Немачка              | троскок                      | 9.                           | 14,03 м                      |      |
| 2003.                        | Светско првенство            | Париз, Француска             | троскок                      | 19.                          | 13,95 м                      |      |
| 2004.                        | Олимпијске игре              | Атина, Грчка                 | троскок                      | 24.                          | 13,90 м                      |      |

### Лични рекорди Олге Болшове
| Дисциплина | отв/двор | Резултат | Место            | Датум              |
| ---------- | -------- | -------- | ---------------- | ------------------ |
| Скок увис  | отворено | 1,94 НР  | Ријети           | 5. септембар 1993. |
| Скок увис  | дворана  | 1,94 НР  | Пиреј            | 2. фебруар 1994.   |
| Троскок    | отворено | 14,24 НР | Алкала де Енарес | 28. јун 2003.      |
| Троскок    | дворана  | 14,17 НР | Лисабон          | 11. март 2001.     |